# Axinopalpis
Axinopalpis es un género de escarabajos longicornios.

## Especies
- Axinopalpis alberti Sama, Rapuzzi & Kairouz, 2010
- Axinopalpis barbarae Sama, 1992
- Axinopalpis barbarae consobrinus Sama, 1992
- Axinopalpis gracilis (Krynicki, 1832)
- Axinopalpis gracilis christinae Rapuzzi, 1995